# シカゴの多階層道路群

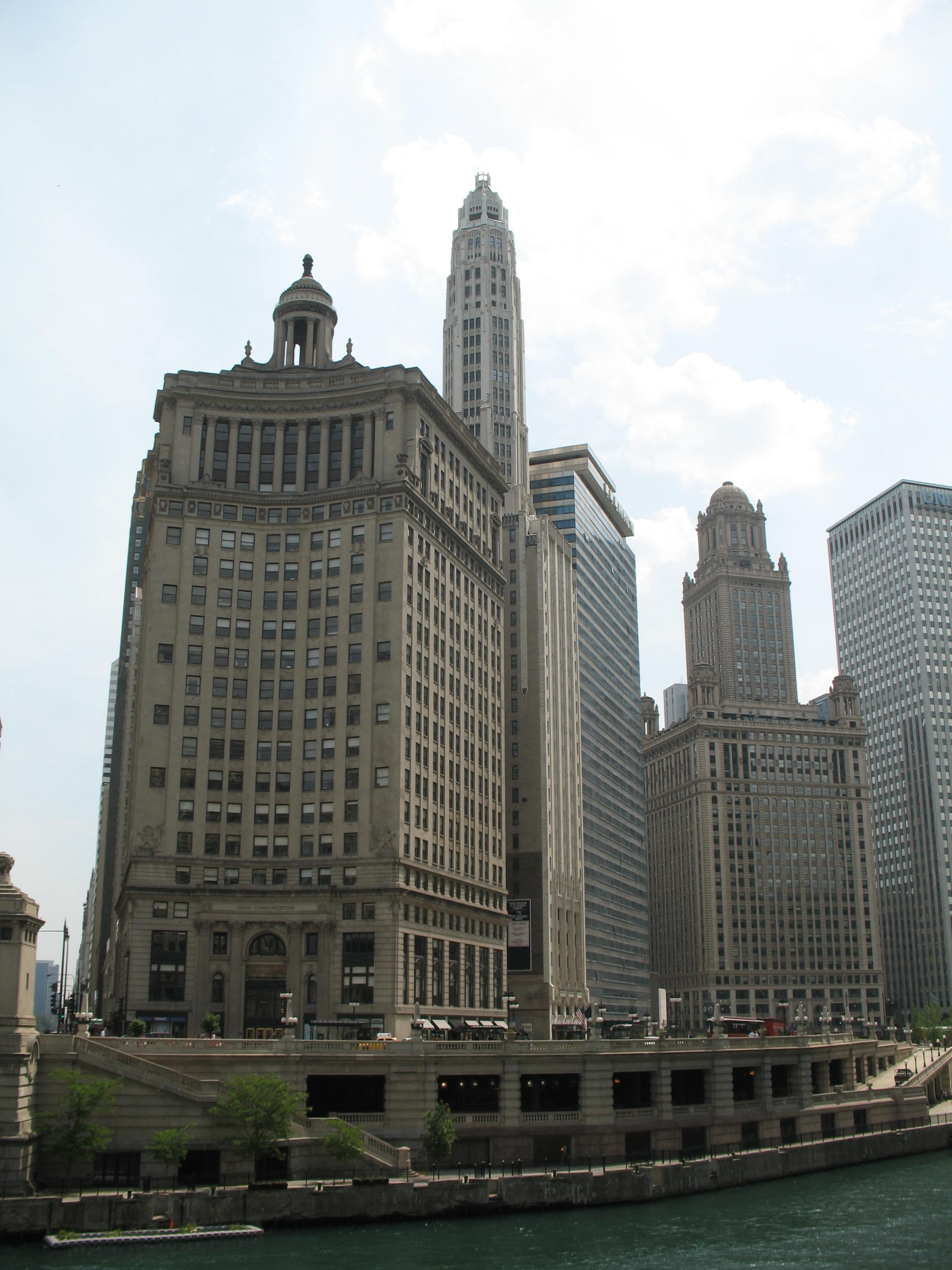
イーストワッカードライブ

シカゴ市(イリノイ州)には2階層道路と3階層道路が多く存在する。これらはどれもシカゴ川に囲まれたダウンタウンに集中している。もっとも有名で距離も長いものは ワッカードライブ(Wacker Drive)である。この道路は1926年にサウスウォーターストリートマーケットから置き換えられた。造られた道路は、上層が川沿いの広い道路であり、下層が商業用および通行用の道路、そして川岸にはレクリエーション用の通路があり、これも含めると3層の道路である。

## 歴史

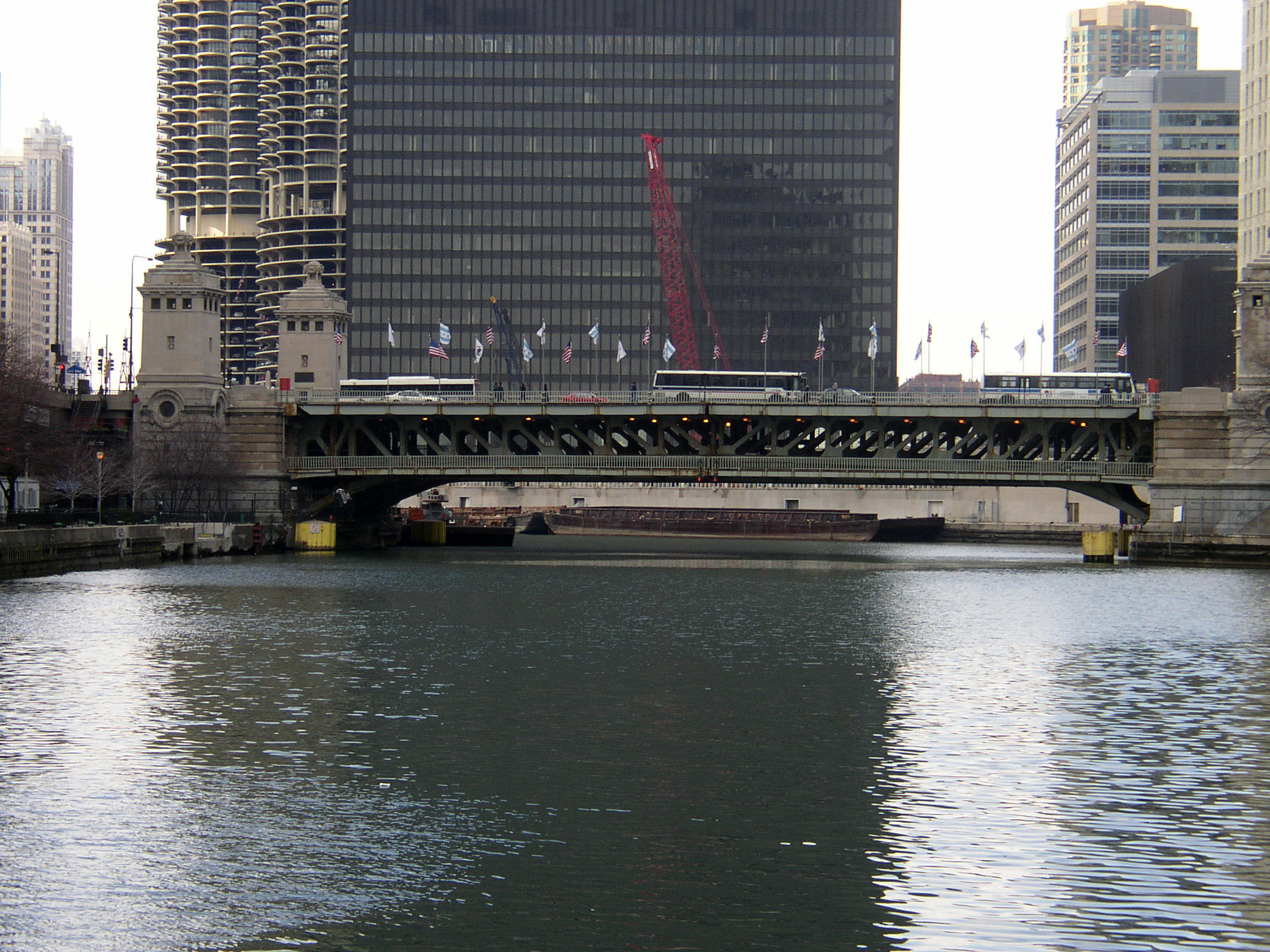
シカゴ川をわたる ミシガンアヴェニューブリッジ

シカゴの多階層道路群は、シカゴダウンタウン部の地形および交通の流れから発生したものである。シカゴ市内のダウンタウン以外の地域では、主要な道路だけがシカゴ川を渡っている。しかし、ダウンタウンでは、多くの道路が川を渡っており、これらの橋はすべて、川を移動する交通を妨害せず、かつ、川を渡る部分の道路高さを考慮して、跳ね橋となっていた。また、川沿いに多くの既存の鉄道線路(南の支流の西岸)と川で終わる線路(ランドルフ通りで終わる線路など)が存在するため、これらの線路をまたぐ必要もあった。このように、川沿いの道路が高い位置に造られるようになり、これらの道路と整合をとるように、多くの2階建てまたは3階建ての道路が建設された。
このことはまた、道路のレイアウトや使い勝手だけでなく、建物の建築計画にも変化をもたらした。一般的に、多階層道路の上層は通常、地域の一般交通に使われている。建物の主要な入り口は通常、この層にある。下層は一般的に通過交通と道路沿いの商業施設への貨物運搬に使われる。この層には、通りに面した建物への荷物入り口がある。 そのため、上層には貨物入り口はほとんどない。
最初の路面かさ上げは、1855年から1858年にかけて行われた。道路や建物は、以前はミシガン湖の湖面からわずか数フィートの高さであり、常に泥だらけであったが、4フィートから5フィートほど、大きいところでは8フィートかさ上げされた。かさ上げしたことにより、下水道の整備と適切な排水が可能になった。ただし、この時点では2階層道路はまだ造られなかった。最初の2階層道路は1910年代後半の ミシガンアベニューであった。イリノイセンターの開発がダウンタウンの東側に建設されたとき、新たな上層階道路が建設され、その地域のほとんどの道路が3階建てになった。
1890年頃から、レクリエーション自転車乗り、収穫した作物を市場に届ける農民、自動車所有者などの団体が、以前は一般的だった未舗装道路に代わるコンクリート舗装化の働きかけを進めた。シカゴの道路整備計画は、ダニエル・バーナムと エドワード・ベネットの計画を実施するために シカゴ計画委員会が設立された1910年に始まった。
シカゴ川の北にあるワバシュアベニュー(Wabash Avenue)の2階建ての部分は、1層のワバシュアベニューブリッジと共に1930年に建設された。 2005年1月3日、キンジーストリート(Kinzie Street)は、（ シカゴトランプタワーの開発と共に）再建のために上層と下層が閉鎖されたが、その後再開された。

## 多階層道路一覧
以下の道路に、2層もしくは3層の区間がある

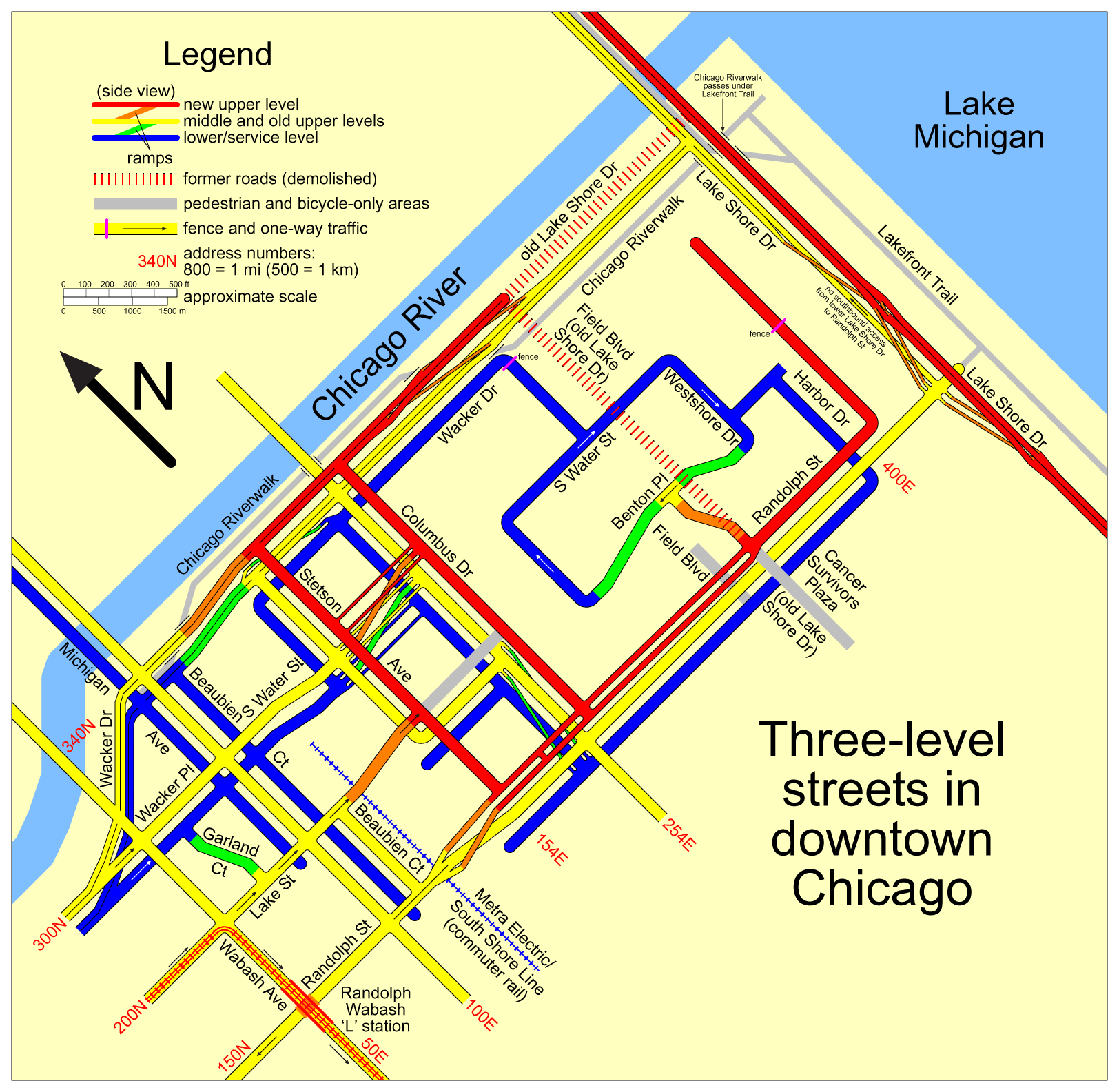
3階層道路の地図

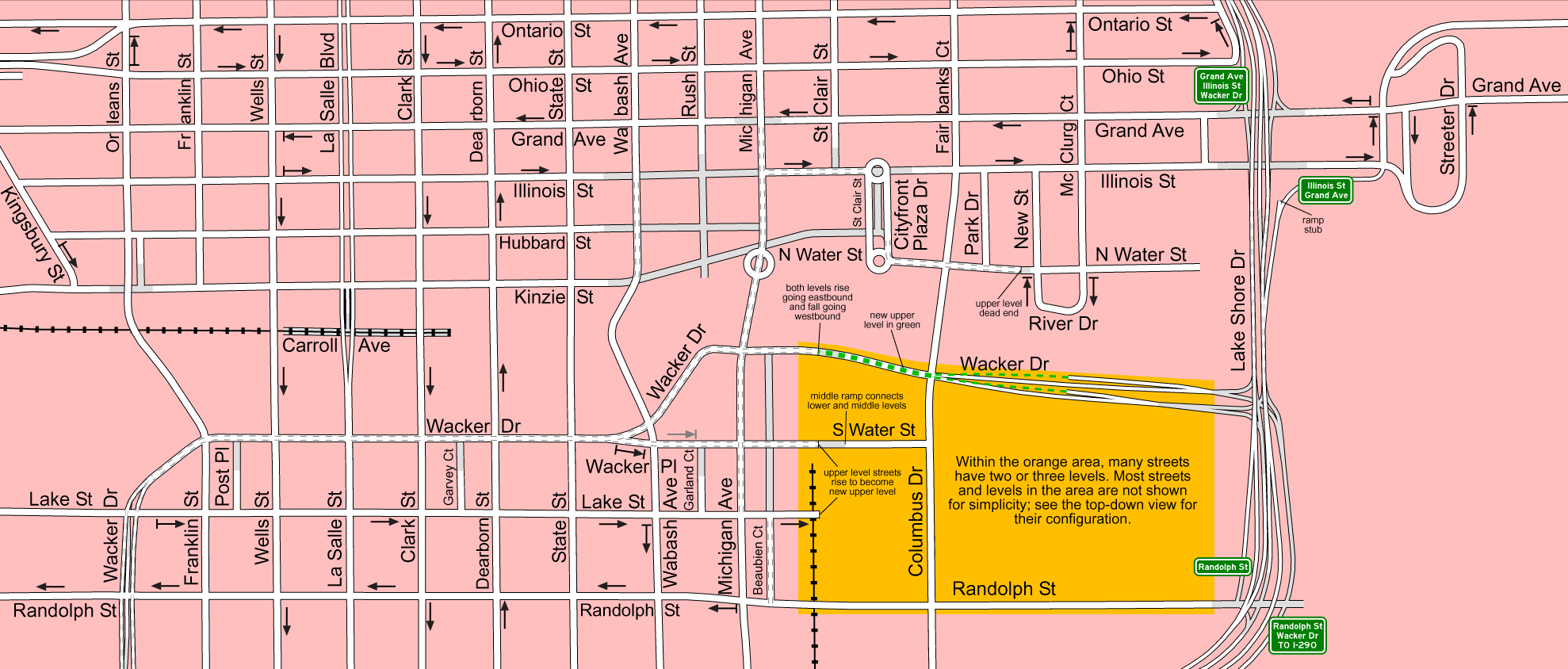
シカゴ中心部の道路地図

- ボービエンコート(Beaubien Court)
- コロンバスドライブ(Columbus Drive) (3層)
- ハーバードライブ(Harbor Drive)
- イリノイストリート(Illinois Street)
- レイクショアドライブ(Lake Shore Drive) (シカゴ川を渡る橋の部分も2層)
- ミシガンアヴェニュー(Michigan Avenue) (シカゴ川を渡る橋の部分も2層)
- ランドルフストリート(Randolph Street) (3層)
- ステッツォンアヴェニュー(Stetson Avenue) (3層)
- ワバシュアヴェニュー(Wabash Avenue)
- ワッカードライブ(Wacker Drive) (3層)
- ワッカープレイス(Wacker Place)
- ノースウォーターストリート(North Water Street)
- サウスウォーターストリート(South Water Street) (3層)
- キンジーストリート(Kinzie Street)